# 傑利埃韋
49°6′21″N 24°52′1″E / 49.10583°N 24.86694°E
傑利埃韋（烏克蘭語：Делієве），是烏克蘭西部的村莊，隸屬伊萬諾-弗蘭科夫斯克州的伊萬諾-弗蘭科夫斯克區。該村面積11.3平方公里，2001年人口473，人口密度每平方公里41.8人。